# Розиньяно-Мариттимо
Розиньяно-Мариттимо (итал. Rosignano Marittimo) — коммуна в Италии, располагается в регионе Тоскана, в провинции Ливорно.
Население составляет 31 841 человек (2008 г.), плотность населения составляет 265 чел./км². Занимает площадь 120 км². Почтовый индекс — 57016. Телефонный код — 0586.
Покровителем населённого пункта считается святой Николай.

## Демография
Динамика населения:

## Администрация коммуны
- Официальный сайт: https://web.archive.org/web/20110815104607/http://www.comune.rosignano.livorno.it/